# Sergio Villarreal (futbolista)
Sergio Villarreal (Bogotá, Colombia, 29 de enero de 1995) es un futbolista colombiano, juega como volante central y su equipo actual es el Tauro FC de la Primera División de Panamá.

## Trayectoria

### Inicios
Villareal llegó a Millonarios a inicios del año 2014 para integrarse a las divisiones inferiores del club albiazul después de haber sido capitán y figura en las selecciones bogotanas juveniles en los torneos nacionales.
Villareal estuvo en las divisiones inferiores del Academia Fútbol Club, equipo que participó durante varios años en la Categoría Primera B del Fútbol Profesional Colombiano, quedando libre después de la desaparición del club a mediados del año 2012. Allí tuvo destacadas actuaciones que lo llevaron a probarse al club italiano Hellas Verona, durante un mes a principios del año 2013.

### Millonarios FC
Apenas llegó a Millonarios, a inicios del 2014, el nuevo técnico del club bogotano, el español Juan Manuel Lillo, lo observó y lo acercó al equipo profesional. Villareal estuvo en la nómina inicial de Millonarios en el partido amistoso que empató el club albiazul 2-2 con River Plate de Argentina en el Estadio El Campín el 16 de julio de 2014.
Debutó como profesional oficialmente el miércoles 30 de julio de 2014 en el partido que Millonarios perdió 1-2 contra Expreso Rojo en Girardot en cumplimiento de la sexta fecha de la Copa Colombia del Fútbol Profesional Colombiano. El técnico español Juan Manuel Lillo le dio la oportunidad de debutar en el onceno inicialista siendo reemplazado por Juan Esteban Ortiz al minuto 76.
Su debut en la Categoría Primera A fue el sábado 27 de septiembre de 2014 en el partido que Millonarios derrotó 4-0 a Fortaleza Fútbol Club en el Estadio El Campín de Bogotá en cumplimiento de la décima segunda fecha del Torneo Finalización 2014. El técnico Ricardo Lunari lo incluyó en el equipo titular y fue reemplazado por Juan Esteban Ortiz al minuto 64.
El 14 de diciembre de 2015 se le comunica su carta de no renovación con el club embajador.

### Fortaleza CEIF
Luego de no renovar con Millonarios, dado la decisión de Rubén Israel de no tenerlo en cuenta para la temporada 2016, Villareal arribó a Fortaleza F.C.  para reforzar la plantilla de cara al 2016.

## Selección Colombia
Villareal ha sido frecuentemente convocado a las selecciones colombianas juveniles en diferentes ciclos de preparación y en torneos internacionales amistosos en los años 2014 y 2015.
No Jugó para el equipo Sub-20 en el Campeonato Sudamericano de Fútbol Sub-20 de 2015 por una lesión que lo alejó de las canchas. Sin embargo, fue seleccionado por Carlos Restrepo Isaza dentro del plantel de 23 hombres que disputó la Copa Mundial de Fútbol Sub-20 de 2015 que tuvo lugar en Nueva Zelanda.

## Clubes
| Club               | País           | Año           |
| Formativo          | Formativo      | Formativo     |
| ------------------ | -------------- | ------------- |
| Academia Compensar | Colombia       | 2012          |
| Hellas Verona      | Italia         | 2013          |
| Profesional        |                |               |
| Millonarios        | Colombia       | 2014 - 2015   |
| Fortaleza CEIF     | Colombia       | 2016          |
| San Antonio        | Estados Unidos | 2016          |
| Racing Montevideo  | Uruguay        | 2017          |
| Cúcuta Deportivo   | Colombia       | 2017          |
| Mosta              | Malta          | 2019          |
| Nacional de Patos  | Brasil         | 2021          |
| Real Estelí        | Nicaragua      | 2021          |
| Honduras Progreso  | Honduras       | 2022          |
| Mineros de Guayana | Venezuela      | 2022          |
| Tigres de Bogotá   | Colombia       | 2023          |
| CD Universitario   | Panamá         | 204-2025      |
| Tauro FC           | Panamá         | 2025-presente |

## Estadísticas
| Club                      | Temporada           | Liga  | Liga  | Copa Nacional | Copa Nacional | Copa Internacional | Copa Internacional | Total | Total | Prom. · |
| Club                      | Temporada           | Part. | Goles | Part.         | Goles         | Part.              | Goles              | Part. | Goles | Prom. · |
| ------------------------- | ------------------- | ----- | ----- | ------------- | ------------- | ------------------ | ------------------ | ----- | ----- | ------- |
| Millonarios · Colombia    | 2014                | 2     | 0     | 1             | 0             | -                  | -                  | 3     | 0     | 0,0     |
| Millonarios · Colombia    | 2015                | 15    | 0     | 5             | 0             | -                  | -                  | 20    | 0     | 0,0     |
| Millonarios · Colombia    | Total               | 17    | 0     | 6             | 0             | 0                  | 0                  | 23    | 0     | 0,0     |
| Fortaleza CEIF · Colombia | 2016                | 2     | 0     | 6             | 0             | -                  | -                  | 8     | 0     | 0,0     |
| Fortaleza CEIF · Colombia | Total               | 2     | 0     | 6             | 0             | 0                  | 0                  | 8     | 0     | 0,0     |
| Total en su carrera       | Total en su carrera | 19    | 0     | 12            | 0             | 0                  | 0                  | 31    | 0     | 0,0     |

## Palmarés

### Títulos internacionales
| Título              | Equipo          | País | Año  |
| ------------------- | --------------- | ---- | ---- |
| Juegos Bolivarianos | Colombia Sub-18 | Perú | 2013 |